# Jil Sander
Heidemarie Jiline Sander, chiamata semplicemente Jil (Wesselburen, 27 novembre 1943), è una stilista tedesca conosciuta per il suo stile minimalista.

## Biografia
Dopo aver studiato design alla Krefeld School, in Germania, Jil Sander si reca per un anno (1963-64) all'Università della California, Los Angeles, trasferendosi quindi a New York come giornalista di moda per la rivista statunitense McCalls. All'età di 21 anni, torna ad Amburgo dai fratelli in seguito alla morte improvvisa del padre all'età di 52 anni.
Ad Amburgo intraprende la carriera di stilista freelance. Nel 1968 apre la sua prima boutique a Rotherbaum, Amburgo, utilizzando la macchina da cucire di sua madre. La sua prima collezione è stata per Hoechst, un'azienda chimica, utilizzando il loro tessuto trevira. Nel 1973, ha lanciato una collezione con il suo marchio ad Amburgo, e cinque anni dopo nel 1973 fonda la casa di moda Jil Sander GmbH, mostrando, nel 1974, la sua prima collezione dalla quale si evince subito la cifra stilistica della designer: i tagli puliti, la qualità dei tessuti, le linee essenziali e l'utilizzo di colori neutri.. Nello stesso anno aprono nuove boutique a Parigi, Londra, New York ed in altre città.
Alla fine degli anni '80 quota la sua società alla Borsa di Francoforte. Successivamente l'azienda fiorisce negli anni '80 e '90, e presto ottiene  un seguito internazionale, grazie a rivenditori come Linda Dresner, che per un certo periodo aveva una boutique Sander sulla Park Avenue di New York e Joan Burstein dei Browns a Londra. Nel 1995, il gruppo Jil Sander ha registrato 114 milioni di dollari di vendite.

### Prada
Nel 1999 la Jil Sander viene rilevata dal gruppo Prada. Dopo vari esperimenti di scarso successo nelle nuove collezioni moda, nel 2003 Jil Sander diventa nuovamente la stilista della casa di moda con un contratto di sei anni e con una partecipazione nell'azienda, entra anche nel consiglio di amministrazione di Prada. Tuttavia nel 2004 Jil Sander lascia nuovamente la società per differenze inconciliabili con la proprietà di Prada.
Nel 2006 la società Jil Sander è ceduta da Prada al fondo Chande Capital e successivamente, nel 2008, passa sotto il controllo della giapponese Onward Holdings. Nel febbraio 2012 la stilista è tornata al marchio con il suo nome, pochi giorni dopo che l'allora direttore creativo, Raf Simons, si era dimesso dall'incarico. Sander ha lasciato nuovamente la società nell'ottobre 2013.

### Uniqlo
Il 17 marzo 2009, Sander ha annunciato la creazione di una propria consulenza di moda. Il primo cliente della nuova azienda è stato Fast Retailing of Japan con la sua etichetta Uniqlo per la quale Sander ha supervisionato il design delle collezioni di abbigliamento femminile e maschile chiamato +J. La prima collezione per la stagione autunno/inverno 2009-10 è stata lanciata in tutto il mondo il 1º ottobre 2009 composta da "circa 40 pezzi da uomo e 100 da donna, tra cui cappotti, giacche, maglieria, t-shirt e accessori" con i colori minimalisti tipici di Jil Sander.
La seconda linea di +J progettata per l'abbigliamento primaverile ed estivo, è stata lanciata il 23 dicembre 2009 in tutta l'Asia, tra cui Giappone, Corea del Sud, Hong Kong e Cina e il 7 gennaio 2010 nei negozi di Londra. Sarà lanciato nell'unico negozio statunitense di Uniqlo a New York il 14 gennaio 2010. Dopo un periodo di tre anni di successo, la casa madre di Sander e Uniqlo, Fast Retailing, ha annunciato che l'accordo di partnership non sarà rinnovato alla fine del 2011, segnando così la fine di +J. L'ultima collezione dell'etichetta collaborativa è stata per la stagione Autunno/Inverno 2011. Si dice che la divisione tra le parti sia stata reciproca.
+J è tornato sugli scaffali dei negozi e sul negozio online di Uniqlo per una collezione "best of" Autunno/Inverno 2014 e Primavera/Estate 2015, con pezzi selezionati precedentemente progettati dalla partnership.
Jil Sander ha lavorato di nuovo con Uniqlo nella stagione A / W (2020) con collezioni per uomo e donna. Nel 2021 la casa di moda Jil Sander è finita sotto il controllo della vicentina OTB Group dell'imprenditore Renzo Rosso.

## Lo stile
Da sempre proclamatasi ispirata da Coco Chanel, Jil Sander è stata definita l'Armani tedesca, per lo stile sobrio e minimalista che contraddistingue la sua produzione. Gli aggettivi con cui la stessa stilista definisce il proprio stile sono "Forte e puro", mentre i tagli dei vestiti che disegna,  sono per lei "Fatti col coltello". I colori che maggiormente ricorrono nei suoi vestiti sono le tonalità neutre, come il bianco e il nero. Fra i più celebri clienti di Jil Sander GmbH si possono citare Jude Law, Keira Knightley, Sigourney Weaver, Jerry Bruckheimer, Winona Ryder, Tilda Swinton ed Ellen Barkin.